# Pogoń Szczecin

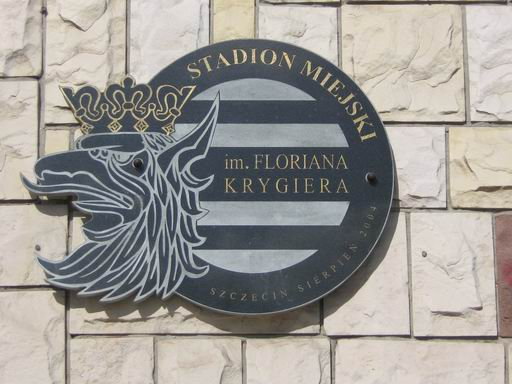
Stadion Florian Kryger

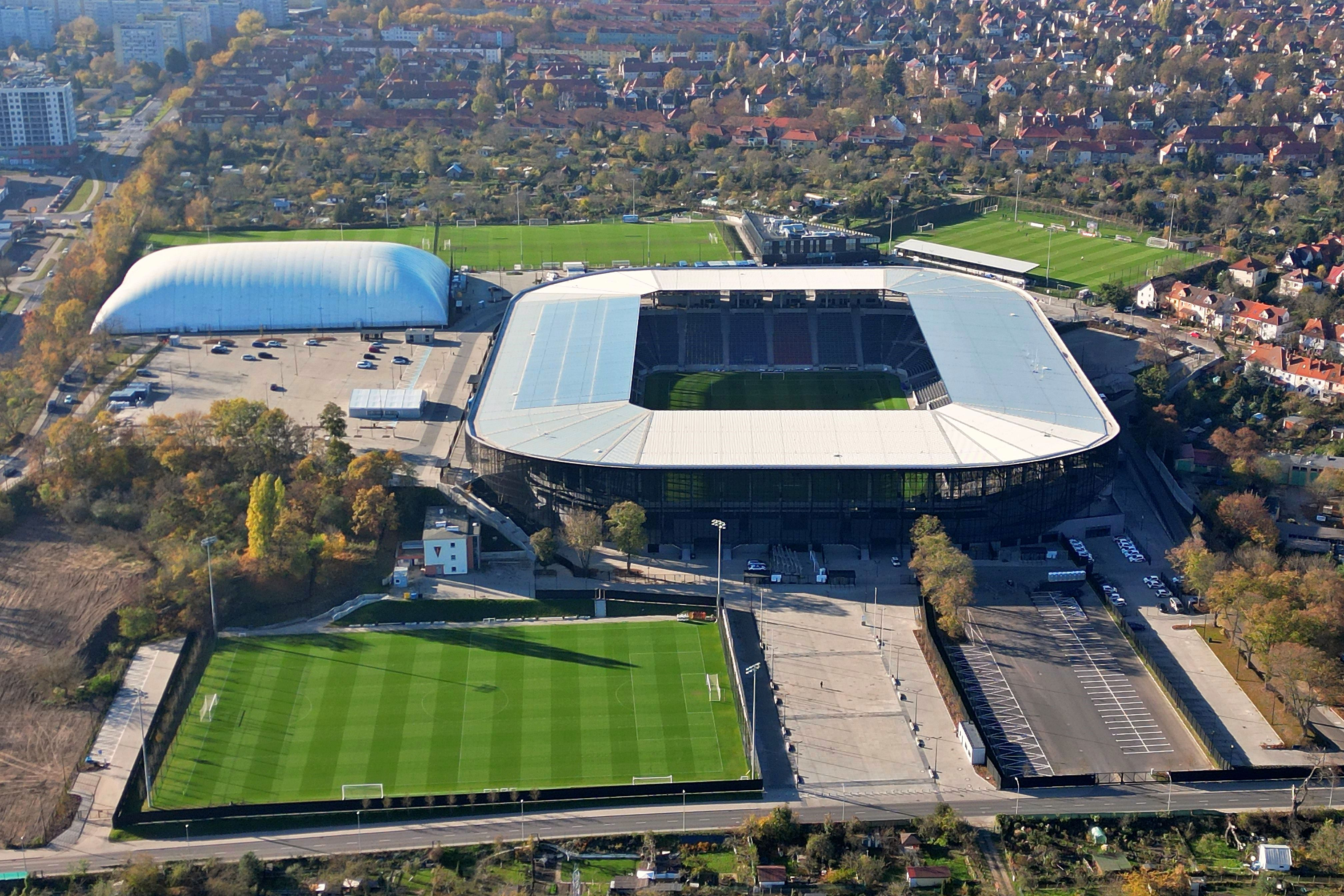
Stadion Florian Kryger

MKS Pogoń Szczecin är ett polskt fotbollslag från staden Szczecin som spelar i den I divisionen i polsk fotboll. Staden ligger vid havet vilket gör att laget ofta kallas Portowcy vilket betyder ungefär "hamnarbetarna". Lagets fans anses vara bland de mer vänliga i Polen. Laget har varit relativt fattigt på framgång under sin historia och bland lagets största meriter är två andraplatser i ligan åren 1987 och 2001 de tyngsta.
Laget är också speciellt i och med att den slovakiske ägaren inför seriestarten 2006 köpte in tio brasilianska spelare vilket medför att laget inklusive sin tidigare brasilianare har 11 spelare från Brasilien. Eftersom det inte finns någon regel som hindrar polska lag från att ställa upp med fler än tre icke EU-spelare i det polska seriespelet är spelarnas nationalitet inte ett problem för tränarna. 
Laget är del av en klubb som förutom fotboll även har flera andra sporter på programmet. Dess herrvolleybollag kom trea i polska mästerskapet 1961/1962.

## Meriter
- Andra plats i ligan: 1987, 2001